# Бочино
Бо́чино (рос. Бочино, ерз. Бочино) — селище у складі Темниковського району Мордовії, Росія. Входить до складу Пурдошанського сільського поселення.
Населення — 2 особи (2010; 54 у 2002).
Національний склад (станом на 2002 рік):
- росіяни — 94 %